# 欧尔班·拉斯洛
欧尔班·拉斯洛（匈牙利語：Orbán László，1949年12月9日—2009年7月15日），匈牙利男子拳击运动员。他曾代表匈牙利参加1972年夏季奥林匹克运动会拳击比赛，获得男子轻量级银牌。